# Transcendentalna meditacija
Transcendentalna meditacija (TM) odnosi se na specifičan oblik nečujne mantre meditacije koja se naziva tehnika transcendentalne meditacije, a manje se obično odnosi na organizacije koje predstavljaju pokret Transcendentalne meditacije. Mahariši Mahesh Jogi predstavio je TM tehniku i TM pokret u Indiji sredinom 1950-ih.

## Istorija transcendentalne meditacije
Transcendentalna meditacija datira svoje poreklo nazad na vedske tradicije Indije. Program Transcendentalne meditacije i pokret Transcendentalne meditacije potekli su od Maharishi Mahesh Јogija, osnivača organizacije, i nastavili su nakon njegove smrti 2008. godine. Godine 1955,  "Mahariši je počeo javno učiti tradicionalnu tehniku meditacije", naučio je od svog gospodara Brahmanande Sarasvati i nazvao je Transcendentalna duboka meditacija i kasnije preimenovao Transcendentalnu meditaciju. Mahariši je pokrenuo hiljade ljudi, zatim je razvio program obuke TM nastavnika kao način da ubrza brzinu donošenja tehnike većem broju ljudi. Takođe je inaugurisao niz svetskih turneje koje su promovisale Transcendentalnu meditaciju.
Među prvim organizacijama koje promovišu TM su Pokret duhovne regeneracije i Međunarodno društvo za meditaciju. U savremenim vremenima, pokret je počeo da obuhvata škole i univerzitete koji predaju praksu i uključuju mnoge povezane programe zasnovane na Maharišijevom tumačenju vedskih tradicija. U Sjedinjenim Državama neprofitne organizacije uključivale su Studentsko međunarodno društvo za meditaciju, AFSCI, Izvršni savet za svetski plan, Maharishi Vedic Education Development Corporation, Global Countri of Peace Peace i Fondacija Maharishi. Naslednik Mahariši Mahesh Iogija i vođa Globalne zemlje svetskog mira, Toni Nader.

## O praksi TM
Mahariši je naučio hiljade ljudi tokom serije svetskih turneja od 1958. do 1965. godine, izražavajući svoja učenja u duhovnom i verskom smislu. TM je postao popularniji u 1960-im i 1970-im godinama, pošto je Mahariši prešao na više tehničke prezentacije, a njegovu tehniku meditacije praktikovali su poznati ličnosti. U to vreme započeo je obuku TM profesora i stvorio specijalizovane organizacije kako bi TM predstavio određenim segmentima stanovništva kao što su poslovni ljudi i studenti. Do ranih 2000-ih, TM je bio naučen milionima ljudi, a organizacija širom sveta TM je rasla da uključuje obrazovne programe, zdravstvene proizvode i povezane usluge. 
TM tehnika podrazumeva upotrebu zvuka ili mantre i praktikuje se 15-20 minuta dva puta dnevno. Sertifikovani nastavnici ga podučavaju kroz standardni kurs instrukcija, koji koštaju naknadu koja se razlikuje po zemljama. Prema pokretu Transcendentalne meditacije, to je ne-vjerski metod za opuštanje, smanjenje stresa i samorazvoj. Tehnika se posmatra i kao verska i ne-religijska; sociolozi, naučnici i sudija u Nju Džersiju su među onima koji su izrazili stavove. Apelacioni sud Sjedinjenih Američkih Država potvrdio je saveznu presudu da je TM u suštini "religiozne prirode" i stoga nije mogla da se predaje u javnim školama.
TM je jedna od najrasprostranjenijih i istraživanih tehnika meditacije. Nije moguće reći da li ima uticaj na zdravlje, jer je istraživanje od 2007. godine lošeg kvaliteta.

## Tehnika transcendentalne meditacije
Praksa meditacije podrazumeva upotrebu mantre za 15-20 minuta dva puta dnevno dok sedi sa zatvorenim očima. Pokazalo se da je jedan od najrasprostranjenijih istraživanja, i među najraširenijim tehnikama meditacije sa stotinama objavljenih istraživačkih studija. Tehnika je dostupna širom sveta, a naplaćivanje se razlikuju od zemlje do zemlje. Počevši od 1965. godine, tehnika transcendentalne meditacije je inkorporirana u odabrane škole, univerzitete, korporacije i zatvorske programe u SAD, Latinskoj Americi, Evropi i Indiji. 1977 Okružni sud Sjedinjenih Američkih Država presudio je da su nastavni planovi u TM i nauka o kreativnoj inteligenciji (SCI) koji se predaju u nekim školama u Nju Džersiju religiozne prirode i kršenje Prvog amandmana Ustava Sjedinjenih Država. Ova tehnika je od tada uključena u niz edukativnih i socijalnih programa širom sveta.
Tehnika transcendentalne meditacije opisana je kao verska i ne-religijska, kao aspekt novog verskog pokreta, ukorenjenog u hinduizmu, i kao ne-vjerska praksa za samo-razvoj. Javna prezentacija TM tehnike u svojoj pedesetogodišnjoj istoriji dobijena je zahvaljujući visokoj vidljivosti u masovnim medijima i efektivnom globalnom razmnožavanju i kritikovanom korišćenjem poznatih i naučnih podnesaka kao marketinškog alata. Takođe, napredni kursevi dopunjuju TM tehniku i uključuju napredni program meditacije pod nazivom TM-Sidhi program.

## Uticaji na zdravlje
Prve studije o efektima Transcendentalne meditacije na zdravlje pojavile su se početkom sedamdesetih godina Robert Keith Vallace, osnivač Univerziteta menadžmenta Maharishi, objavio je studiju u Nauku 1970. godine, objavivši da je TM izazvao različite fiziološke promjene i novo stanje svijesti kod praktičara Nasuprot tome, studija iz 1976. godine od strane nezavisnih istraživača otkrila je da je TM biohemijski sličan sjedenju sa zatvorenim očima. Druga studija iz pet ispitanika iz 1976. godine otkrila je da su praktikanti TM potrošili dosta svog vremena meditacije dremajući nego u jedinstveno "bujno hipometaboličko stanje" koje je opisao Volas. Do 2004. godine američka vlada dala je više od 20 miliona dolara Univerzitetu menadžmenta Maharishi za proučavanje uticaja meditacije na zdravlje.
Nije moguće reći da li meditacija ima bilo kakvog efekta na zdravlje, jer je istraživanje lošeg kvaliteta i oštro je zbog visokog rizika za pristrasnost zbog povezanosti istraživača sa organizacijom TM i sa izbor predmeta sa povoljnim mišljenjem TM. Većina nezavisnih sistematskih pregleda nije utvrdila zdravstvene koristi za TM koji premašuju one proizvedene drugim tehnikama opuštanja ili zdravstvenom obrazovanju. Izjava iz 2013. godine iz Američkog udruženja za srce rekla je da se TM može smatrati terapijom za hipertenziju, iako su druge intervencije, kao što su vežbanje i upravljanje pomoću uređaja, bile efikasnije i bolje podržane kliničkim dokazima. Sistematski pregled i metaanaliza za 2014. koji je finansirala Agencija za istraživanje i kvalitet zdravstvene zaštite u Sjedinjenim Državama nisu otkrili nikakve dokaze da programi mantre meditacije, kao što je TM, djeluju efikasno u smanjenju psihološkog stresa ili poboljšanju blagostanja. Sistematski pregled i meta-analiza za 2015. godinu utvrdili su da TM može efikasno smanjiti krvni pritisak u poređenju sa kontrolnim grupama, iako su osnovne studije mogle biti pristrasne i potrebne su dalja istraživanja sa boljim dizajnom kako bi se potvrdili ovi rezultati. Pregled Cochranea iz 2014. godine je utvrdio da je nemoguće izvući bilo kakve zaključke o tome da li je TM efikasan u prevenciji kardiovaskularnih bolesti, jer je naučna literatura o TM bila ograničena i "ozbiljan rizik od pristrasnosti".

## Mahariši efekat
Šezdesetih godina prošlog veka, Mahariši Maheš Jogi opisao je paranormalni efekat koji zahteva značajan broj pojedinaca (1% ljudi u datoj oblasti) koji praktikuju tehniku Transcendentalne meditacije (TM) mogu imati uticaj na lokalno okruženje. Ovaj hipotetički uticaj kasnije se naziva Mahariši efekat. Uvođenjem TM-Sidhi programa 1976. godine, Mahariši je predložio da kvadratni koren od jednog procenta stanovništva koji se bavi programom TM-Sidhi, zajedno u isto vrijeme i na istom mjestu, povećao bi "trendove koji podržavaju život ". Ovo se naziva "Prošireni Mahariši efekat". Dokazi koje praktikanti TM veruju da podržavaju postojanje efekta, kažu da nemaju uzročnu osnovu. Rečeno je da su dokazi bili rezultat podataka izabranih od višnje i verodostojnosti vernika.